# 江原ランド
江原ランド（カンウォンランド、朝: 강원랜드）は、大韓民国江原特別自治道旌善郡に所在するカジノ・リゾート運営企業。旧炭鉱跡を開発しカジノ・リゾートを経営している。
2000年10月28日に開業。3つのホテル、ゴルフ場、スキー場。そして、後述するカジノを有する。
企業体としては、産業通商資源部傘下の韓国鉱害対策事業団が36%。江原特別自治道政府が6%出資する第三セクターではあるが、韓国取引所へ株式を上場している。

## カジノ
韓国で唯一、大韓民国の国籍を有したもの（韓国人、内国人）が入場できるカジノがある（それ以外のカジノは全て外国人専用である）。韓国人は、入場時に9,000ウォンの入場税を支払わなければならない（外国人、外国籍の韓国人は免除）。ギャンブル依存症防止の観点から、住民登録番号による入場規制が行われており、ひと月に入場できる最大上限日数がある。
炭鉱閉山後の地域雇用維持のためにカジノを受け入れたものの、比較的近い古汗駅や舎北駅の周辺市街地には「殿堂社」の屋号を冠した質屋・風俗店・貸金業が乱立し、犯罪や自殺など、極めて治安が悪い社会問題が発生している。カジノ通いをやめられなくなる客も増加し、2010年頃には郡内のチムジルバンやモーテルに2000人超のギャンブル依存者が住み着く事態となってしまった。
入場者数の大多数は韓国人であり、外国人入場者数の割合は1パーセントにも満たない。韓国には小規模なものも含め約30か所のカジノが存在するが、韓国人対応の江原ランドだけで韓国国内全てのカジノの総売り上げ・入場者数の50%以上を占めていると言われている。